# Kell am See
Kell am See là một đô thị thuộc trong huyện Trier-Saarburg thuộc bang Rheinland-Pfalz, phía tây nước Đức. Đô thị này có diện tích 28,26 km², dân số thời điểm ngày 31 tháng 12 năm 2006 là 1891 người. Đô thị này nằm ở Hunsrück, cự ly khoảng 20 km về phía đông nam của Trier.
Kell am See là thủ phủ của Verbandsgemeinde ("cộng đồng đô thị") Kell am See.